# Курумчинская культура
Курумчинская культура — раннесредневековая тюрко-сибирская археологическая культура VI—X вв (железный век). Носителями культуры были предки бурят и якутов. Население занималось скотоводством и земледелием, умело выплавлять металлы. Эта археологическая культура была распространена в Восточной Сибири (Прибайкалье, верховья pек Лены и Ангары) в 6-14 вв. Памятники: стоянки, городища, могильники, наскальные изображения (писаницы). Особенно известны могильники на о. Ольхон на Байкале с надмогильными сооружениями в виде миниатюрных чумов, писаницы на скалах (нанесены красной охрой) в верховьях реки Лены (Шишкино и др.) и на реке Куде, изображающие всадников со знамёнами, верблюдов, людей в длинных одеждах и др. Писаницы имеют много общего с искусством енисейских кыргызов и алтайских тюрок 1-го тыс. н. э. Судя по надписям, курумчинцы знали орхоно-енисейскую систему письма. Их отождествляют с курыканами китайских летописей и с народом кури в арабских источниках . Это были полуоседлые скотоводы и земледельцы, умевшие также хорошо обрабатывать металл. Согласно китайским источникам, у них существовал племенной союз, возглавлявшийся тремя вождями.